# Космос-2176
Космос-2176 је један од преко 2400 совјетских вјештачких сателита лансираних у оквиру програма Космос.
Космос-2176 је лансиран са космодрома Плесецк, Русија, 24. јануара 1992. Ракета-носач Молнија је поставила сателит у орбиту око планете Земље. Маса сателита при лансирању је износила 1900 килограма. Космос-2176 је био сателит за рано упозоравање на појаву интерконтиненталних балистичких ракета.